# The Universal
1968. június 28-án jelent meg a Small Faces The Universal című kislemeze, ami a brit kislemezlista 16. helyét érte el, és 10 hétig maradt a Top 40-ben.
A dal címe eredetileg Hello the Universal volt, de a lemeztasak gyártása során a cím vége lemaradt, a magas költségek miatt pedig a hibát nem javították ki. A különleges hangzású dal alapját Steve Marriott Beehive Cottage nevű házának hátsó kertjében, egy riporterek által is használt magnetofonnal vette fel. A felvételen kutyája ugatása és egy dudáló autó is hallható. Mivel Marriott a stúdióban nem tudta ugyanolyan jól elénekelni a dalt, az alaphoz csupán kiegészítő rájátszásokat adtak hozzá, köztük egy klarinétot, ami miatt hangzása a dzsesszhez hasonlít.
Az együttes előző kislemeze, a Lazy Sunday sikere után Marriottot csalódással töltötte el, hogy a The Universal csak a brit kislemezlista 16. helyét érte el. Akkoriban úgy nyilatkozott, hogy ez volt a legjobb dal, amit valaha írt. 1968 augusztusában ezt mondta:
Azt mondják, hogy a The Universal Dylan és az egyszemélyes zenekar paródiája – nem veszik észre, hogy ez egy komoly felvétel. Ez pedig azt bizonyítja, hogy nem nagyon hallgatják, mert egyébként megértenék, hogy miről szól. Arról, hogy reggel felkelsz, kimész és üdvözlöd a körülötted levő világot.
A The Universal volt a Small Faces utolsó hivatalosan megjelent kislemeze. B-oldalán a Donkey Rides, a Penny, a Glass című dal kapott helyet, mely a rock és a music hall sajátos elegye.

## Külső hivatkozások
- The Story of the Small Faces in Their Own Words